# Primase

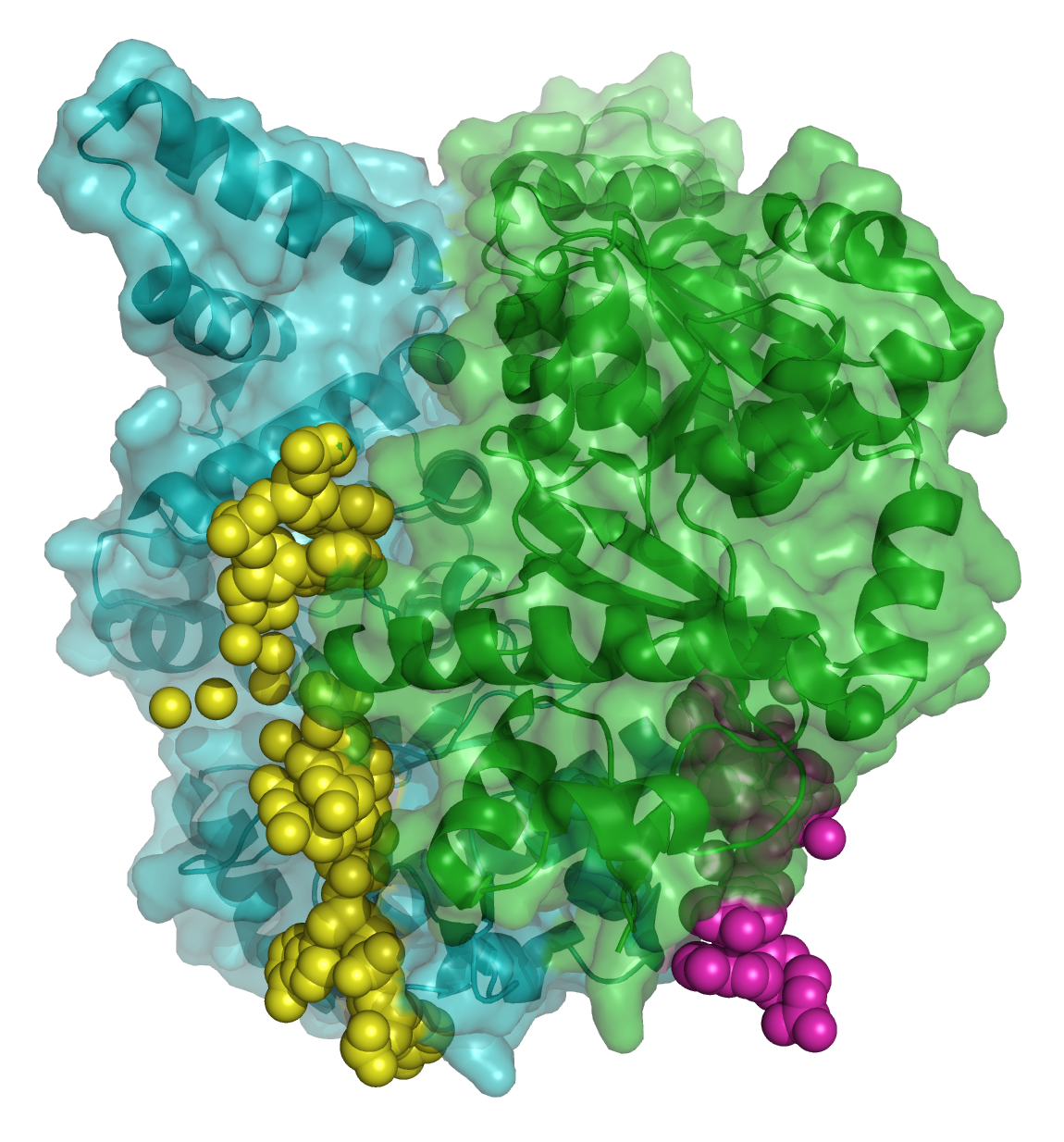
Primase van Escherichia coli

Het enzym DNA-primase is een RNA-polymerase, dat geproduceerd wordt door het dnaG-gen. Primase vormt samen met het enzym helicase een primosoom.
De aanmaak van de primer wordt gestart door DnaA, dat het dsDNA in een undercoiled positie brengt in een AT-rijk (en dus zwak gebonden) gebied, de baseverbindingen breekt en zo ontstaat de replicatiebubble. DnaC (helicase-loader) laadt een DnaB (helicase) op elke ssDNA-streng, wat dan resulteert in 2 replisomen, waar er plaats is voor DNA-replicase (RNA-polymerase) om een RNA-primer aan te maken, die later door DNA-polymerase kan gebruikt worden om een volwaardige complementaire DNA-streng te kopiëren. Het kort stukje RNA-primer bestaat uit ongeveer 11 ±1 nucleotiden. Dit stukje RNA vormt samen met het complementaire stukje enkelstreng-DNA een dubbele streng, waar DNA-polymerase zich vervolgens aan kan vasthechten. Hierna wordt er door het DNA-polymerase nucleotiden aan vastgemaakt en begint de verdubbeling van het DNA voorafgaand aan de celdeling. DNA-polymerase kan zonder een RNA-primer niet werken.
De bij het kunstmatig maken van DNA gebruikte primers bestaan uit RNA- en DNA-basen waarvan de eerste twee basen altijd RNA zijn.